# Karl Mejstrik
Karl Mejstrik foi um patinador artístico austríaco. Ele foi campeão mundial em 1913 ao lado de Helene Engelmann.

## Principais resultados

### Individual masculino
| Campeonato Austríaco | Medalha de prata | Medalha de prata |

### Duplas com Helene Engelmann
| Resultados           | Resultados      | Resultados       | Resultados    | Resultados    | Resultados    | Resultados    | Resultados    | Resultados    | Resultados    | Resultados    | Resultados    | Resultados    |
| Internacional        | Internacional   | Internacional    | Internacional | Internacional | Internacional | Internacional | Internacional | Internacional | Internacional | Internacional | Internacional | Internacional |
| Evento/Temporada     | 1912– 1913      | 1913– 1914       |               |               |               |               |               |               |               |               |               |               |
| -------------------- | --------------- | ---------------- | ------------- | ------------- | ------------- | ------------- | ------------- | ------------- | ------------- | ------------- | ------------- | ------------- |
| Campeonato Mundial   | Medalha de ouro | Medalha de prata |               |               |               |               |               |               |               |               |               |               |
| Nacional             |                 |                  |               |               |               |               |               |               |               |               |               |               |
| Campeonato Austríaco | Medalha de ouro | Medalha de prata |               |               |               |               |               |               |               |               |               |               |